# La Pedrera (Rivera)
La Pedrera és una entitat de població i un suburbi de la ciutat de Rivera, al nord-est de l'Uruguai. Al costat de Mandubí formen el límit meridional de la capital del departament de Rivera. Es troba a l'encreuament de les rutes 5 i 27.

## Població
Segons les dades del cens de 2004, La Pedrera tenia 2.887 habitants.
| Any  | Població |
| ---- | -------- |
| 1985 | 1.394    |
| 1996 | 2.432    |
| 2004 | 2.887    |
| 2011 | 3.363    |

Font: Institut Nacional d'Estadística de l'Uruguai